# Кубок Израиля по волейболу среди женщин
Кубок Израиля по волейболу среди женщин — ежегодное соревнование женских волейбольных команд Израиля. Проводится с 1960 года.

## Формула соревнований
Соревнования проходят по системе плей-офф («осень-весна»). Победители полуфинальных матчей в финале определяют обладателя Кубка. В финале розыгрыша 2024/25 «Хапоэль» (Кфар-Сава) победил «Маккаби» (Ашдод) 3:2.

## Победители
| - 1960 «Хапоэль» Эйн Шемер - 1961 «Хапоэль» Эйн Шемер - 1962 «Хапоэль» Эйн Шемер - 1963 «Хапоэль» Эйн Шемер - 1964 «Хапоэль» Кфар-Масарик - 1965 «Хапоэль» Кфар-Масарик - 1966 «Хапоэль» Кфар-Масарик - 1967 «Хапоэль» Ха-Мапил - 1968 «Хапоэль» Ха-Мапил - 1969 «Хапоэль» Ха-Мапил - 1970 «Хапоэль» Ха-Мапил - 1971 «Хапоэль» Ха-Мапил - 1972 «Хапоэль» Ха-Мапил - 1973 «Хапоэль» Ха-Мапил - 1974 турнир не проводился - 1975 «Хапоэль-Нааман» Афула - 1976 «Хапоэль-Нааман» Афула - 1977 «Хапоэль-Нааман» Афула - 1978 «Хапоэль» Мерхавия - 1979 «Хапоэль-Нааман» Афула - 1980 «Хапоэль-Нааман» Афула - 1981 «Хапоэль» Мерхавия - 1982 «Хапоэль-Ирони» Бат-Ям - 1983 «Хапоэль-Нааман» Афула - 1984 «Хапоэль-Нааман» Афула - 1985 «Хапоэль-Нааман» Афула - 1986 «Хапоэль-Ирони» Бат-Ям - 1987 «Хапоэль-Ирони» Бат-Ям - 1988 «Хапоэль» Мате-Ашер - 1989 «Хапоэль» Мате-Ашер - 1990 «Хапоэль» Мате-Ашер - 1991 «Хапоэль-Ирони» Бат-Ям - 1992 «Хапоэль» Мате-Ашер | - 1993 «Хапоэль» Кирьят-Ям - 1994 «Хапоэль» Мате-Ашер - 1995 «Хапоэль» Эмек-Хефер - 1996 «Хапоэль» Мате-Ашер - 1997 «Хапоэль» Эмек-Хефер - 1998 «Хапоэль» Кирьят-Ям - 1999 «Хапоэль-Ирони» Кирьят-Ата - 2000 «Маккаби» Раанана - 2001 «Маккаби» Раанана - 2002 «Хапоэль-Ирони» Кирьят-Ата - 2003 «Хапоэль-Ирони» Кирьят-Ата - 2004 «Хапоэль-Ирони» Кирьят-Ата - 2005 «Хапоэль-Ирони» Кирьят-Ата - 2006 «Хапоэль-Ирони» Кирьят-Ата - 2007 «Хапоэль-Ирони» Кирьят-Ата - 2008 «Маккаби» Раанана - 2009 «Маккаби» Раанана - 2010 «Хапоэль-Ирони» Кирьят-Ата - 2011 «Маккаби» Раанана - 2012 «Хапоэль-Ирони» Кирьят-Ата - 2013 «Хапоэль-Ирони» Кирьят-Ата - 2014 «Хапоэль» Кфар-Сава - 2015 «Хапоэль» Кфар-Сава - 2016 «Маккаби» Хайфа - 2017 «Маккаби» Хайфа - 2018 «Маккаби» Хайфа - 2019 «Хапоэль» Кфар-Сава - 2020 турнир не завершён - 2021 «Хапоэль» Кфар-Сава - 2022 «Маккаби» Хайфа - 2023 «Маккаби» Ашдод - 2024 «Маккаби» Хайфа - 2025 «Хапоэль» Кфар-Сава |